# 鈴木小右衛門
鈴木 小右衛門（すずき こうえもん、1853年（嘉永6年）- 1915年（大正4年））は、明治期の公吏、政治家。長野県長野市長。

## 来歴
信濃国水内郡善光寺町大門町（現長野県長野市）生まれ。栃木県下都賀郡・寒川郡、長野県埴科郡・上水内郡の各書記を務めた後、1890年（明治23年）退官し、長野町会議員を経て、長野市会議員、参事会員として市政に参画した。
1899年（明治32年）4月、長野市長に就任し、1911年（明治44年）4月まで3期務めた。在任中は日露戦争が勃発し、富国強兵政策の下で、1900年（明治33年）長野商工会議所や長野商業学校を発足させた。また皇太子（のちの大正天皇）慶事記念として城山に公園開設を計画し、1903年（明治36年）に完成させた。また1908年（明治41年）一府十県連合共進会を開催を誘致し、城山を会場に実現させた。